# افعی گومپرشت
افعی گومپرشت  (نام علمی: Trimeresurus gumprechti)، گونه‌ای از افعی گودال سمی از خانواده گرزه‌ماران است. این گونه بومی آسیا است. نام خاص، gumprechti به افتخار خزنده‌شناس آلمانی آندرئاس گومپرشت (Andreas Gumprecht) گذاشته شده است.

## پراکنش
افعی گومپرشت در بخش‌هایی از چین، لائوس، میانمار، تایلند و ویتنام یافت می‌شود.

## رده‌بندی
افعی گومپرشت به عنوان یک گونه جدید در سال ۲۰۰۲ توسط کارشناسان زیر توصیف شد:
- دکتر پاتریک دیوید از موزه ملی تاریخ طبیعی طبیعت،
- دکتر گرنوت ووگل از انجمن خزنده‌شناسی جنوب شرقی آسیا،
- دکتر اولیویر اس جی پاولز از موسسه اسمیتسونیان،
- دکتر نیکلاس ویدال از موزه ملی تاریخ طبیعی طبیعت.

## شرح
رنگ افعی گومپرشت سبز روشن و چشمگیر است عکسی از این مار درختی به عنوان تصویر روی جلد گزارشی که در سال ۲۰۰۸ توسط صندوق جهانی حیات وحش به نام «نخستین تماس در مکونگ بزرگ: اکتشافات گونه‌های جدید» انتخاب و منتشر شد. طول کل افعی گومپرشت بزرگسال به طول کل (از جمله دم) به ۱٫۳ متر می‌رسد.
افعی گومپرشت زنده‌زا است.

## نگارخانه
- ماده بالغ Trimeresurus gumprechti از پارک ملی Phu Hin Rong Kla
- نر جوان Trimeresurus gumprechti از پارک ملی Phu Hin Rong Kla

## برای مطالعهٔ بیشتر
- David, P.; Vogel, G.; Pauwels, O. S. G.; Vidal, N. (2002). "Description of a New Species of the Genus Trimeresurus from Thailand, Related to Trimeresurus stejnegeri Schmidt, 1925 (Serpentes, Crotalidae)". The Natural History Journal of Chulalongkorn University. 2 (1): 5–19. (Trimeresurus gumprechti, new species).